# سولوکنت
سولوکنت (به لاتین: Sulevkent) یک منطقهٔ مسکونی در روسیه است که در داغستان واقع شده‌است.